# Bura Gaurānga River
Bura Gaurānga River är en flodgren i Bangladesh. Den ligger i den södra delen av landet, 190 km söder om huvudstaden Dhaka.
Trakten runt Bura Gaurānga River består till största delen av jordbruksmark.